# Toderița
Toderița – wieś w Rumunii, w okręgu Braszów, w gminie Mândra. W 2011 roku liczyła 280 mieszkańców.